# Яровий Леонід Федорович
Леонід Федорович Яровий (17 травня 1938, Ставище — пом. 1998, Ставище) — радянський футболіст, який грав на позиції нападника. Відомий за виступами у низці українських клубів класу «Б» та другої групи класу «А». Після завершення виступів на футбольних полях — радянський футбольний тренер.

## Клубна кар'єра
Леонід Яровий народився у 1938 році в райцентрі Ставище. Розпочав виступи на футбольних полях у 1958 році в команді класу «Б» «Колгоспник» з Черкас. У цій команді тогочасного другого дивізіону радянського футболу футболіст за три роки зіграв 42 матчі чемпіонату країни та ще 1 матч у Кубку СРСР. У 1961 Леонід Яровий став гравцем іншої команди класу «Б» «Авангард» з Сімферополя. Прихід нового нападника, разом із Олексієм Горешнєвим, Володимиром Тюткіним і Георгієм Михохосом, мав компенсувати відхід з команди Володимира Никонова, Володимира Масальцева, Костянтина Цимбалюка і Віталія Потаскуєва. У цьому сезоні Яровий став одним із кращих бомбардирів команди, відзначившись 11 забитими м'ячами у 37 проведених матчах. Проте після закінчення сезону 1961 року, після приходу в команду Віктора Скрипки, футболіст покинув сімферопольський клуб, та повернувся до черкаської команди. У сезоні 1962 року Леонід Яровий відзначився 12 забитими м'ячами в чемпіонаті країни, ставши кращим бомбардиром команди за сезон, а ще 2 м'ячі забив у 6 матчах Кубку СРСР.
У 1963 році Леонід Яровий став гравцем команди новоствореної другої групи класу «А», яка стала другим дивізіоном радянського футболу, «Металург» із Запоріжжя. У цій команді футболіст виступав протягом двох років, за які зіграв 53 матчі в чемпіонаті країни, в яких відзначився 8 забитими м'ячами. У сезоні 1965 року грав знову в складі сімферопольської команди, яка змінила назву на «Таврія», і по закінченні сезону завершив виступи на футбольних полях.

## Після завершення футбольної кар'єри
Після завершення виступів на футбольних полях Леонід Яровий розпочав тренерську кар'єру. У 1972 році він був головним тренером аматорської команди радгоспу «Красний». У 70-х роках ХХ століття Леонід Яровий працював тренером у республіканському спортінтернаті. Пізніше Яровий став одним із тренерів свого колишнього клубу «Таврія», працював також начальником команди у 1978—1979 роках. Пізніше Леонід Яровий повернувся до рідного селища Ставище, у якому й помер в 1998 році.